# Felix Schweighofer

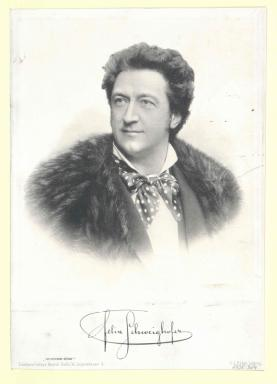
Felix Schweighofer (1842–1912), Aufnahme um 1895

Felix Schweighofer (* 20. November 1842 in Brünn; † 28. Januar 1912 in Blasewitz; Künstlername auch Felix Dammer) war ein österreichischer Schauspieler und Operettensänger.

## Leben
Felix Schweighofer, Sohn eines Buchhalters, debütierte 1862 in Krems und spielte bis 1869 an verschiedenen kleineren Bühnen, wo er als jugendlicher Komiker erfolgreich war. In diesem Jahr erhielt er ein Engagement in Odessa, im Folgejahr wechselte er an das Stadttheater in Graz. Von dort aus wechselte er auf Empfehlung von Franz von Suppè an das Strampfer-Theater in Wien, anschließend an das Theater an der Wien, an dem er von 1873 bis 1883 engagiert war, danach spielte er noch zwei Spielzeiten am Carltheater in Wien. Er wurde ein erfolgreicher Charakter- und Gesangskomiker und trat in Volksstücken und Possen auf. Vor allem wurde er bekannt durch sein Auftreten in Operetten-Uraufführungen: So war er beispielsweise der erste Ollendorf in Carl Millöckers Bettelstudent, aber auch in Operetten-Uraufführungen von Johann Strauss (Sohn) (Blinde Kuh, Der lustige Krieg, Das Spitzentuch der Königin) stand er auf der Bühne, in der Wiener Erstaufführung von Eine Nacht in Venedig verkörperte er den Pappacoda.
Auf Grund seines Fachs bestand eine permanente Rivalität zu Alexander Girardi, was ihn schließlich veranlasste, als Schauspieler und Sänger nach Deutschland zu übersiedeln.
Er hatte mehrere Jahre lang bereits Gastspiele am Residenztheater gegeben, und erwählte Dresden als neue Heimat. Durch seine Erfolge wohlhabend geworden, kaufte er für sich um 1887 im Schweizer Viertel die Villa Leubnitzer Str. 18 (1945 zerstört, heute Gelände des Fritz-Löffler-Gymnasiums).
Ab 1901 gastierte er auch regelmäßig am Dresdner Central-Theater und hatte 1904, als er sich zur Ruhe setzte, nach eigenen Angaben in 84 Städten Gastspiele gegeben (u. a. 1899 am Irving Place Theatre in New York City).

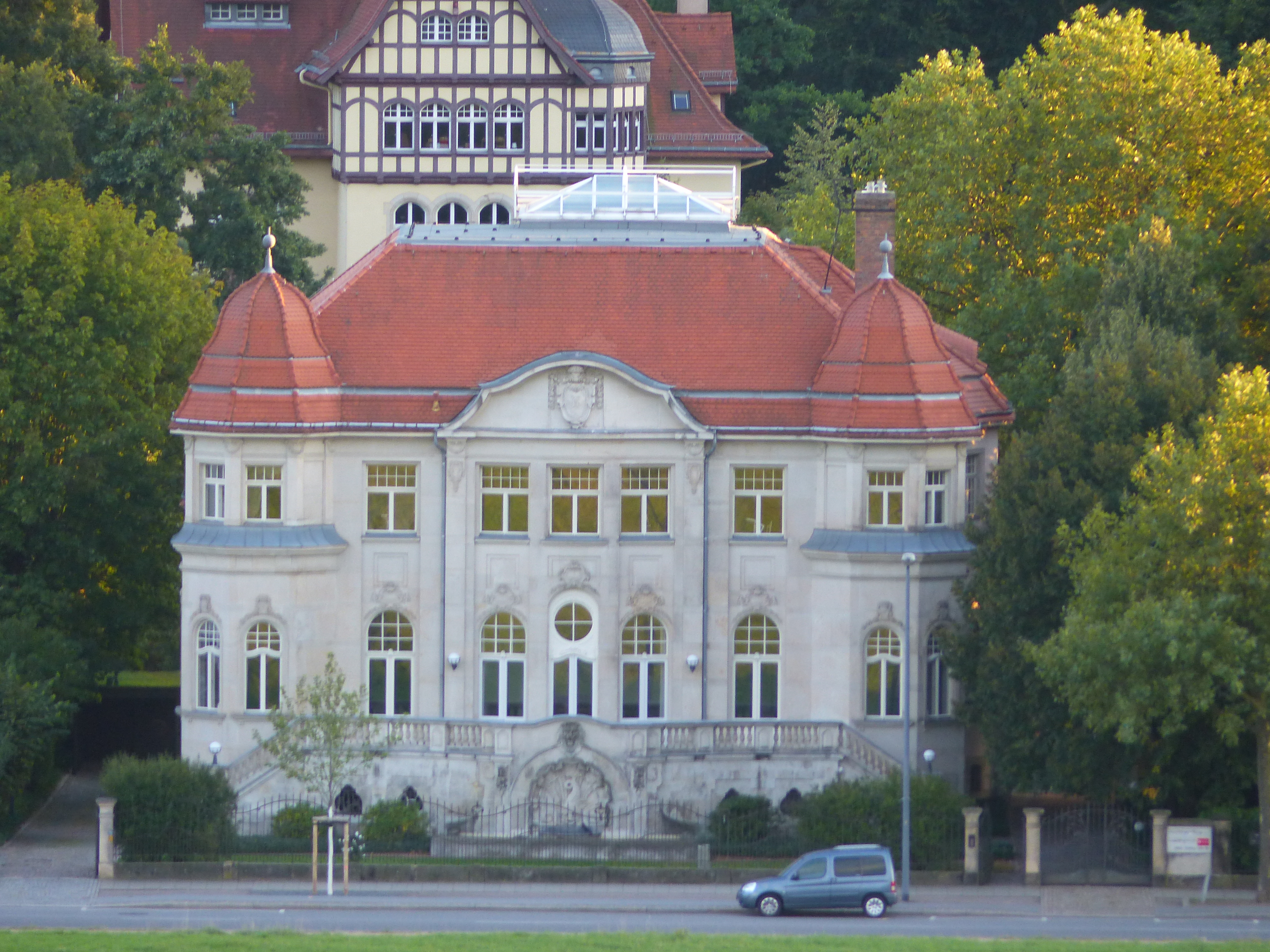
Die für Felix Schweighofer erbaute Villa zur Lippe (Zustand 2015)

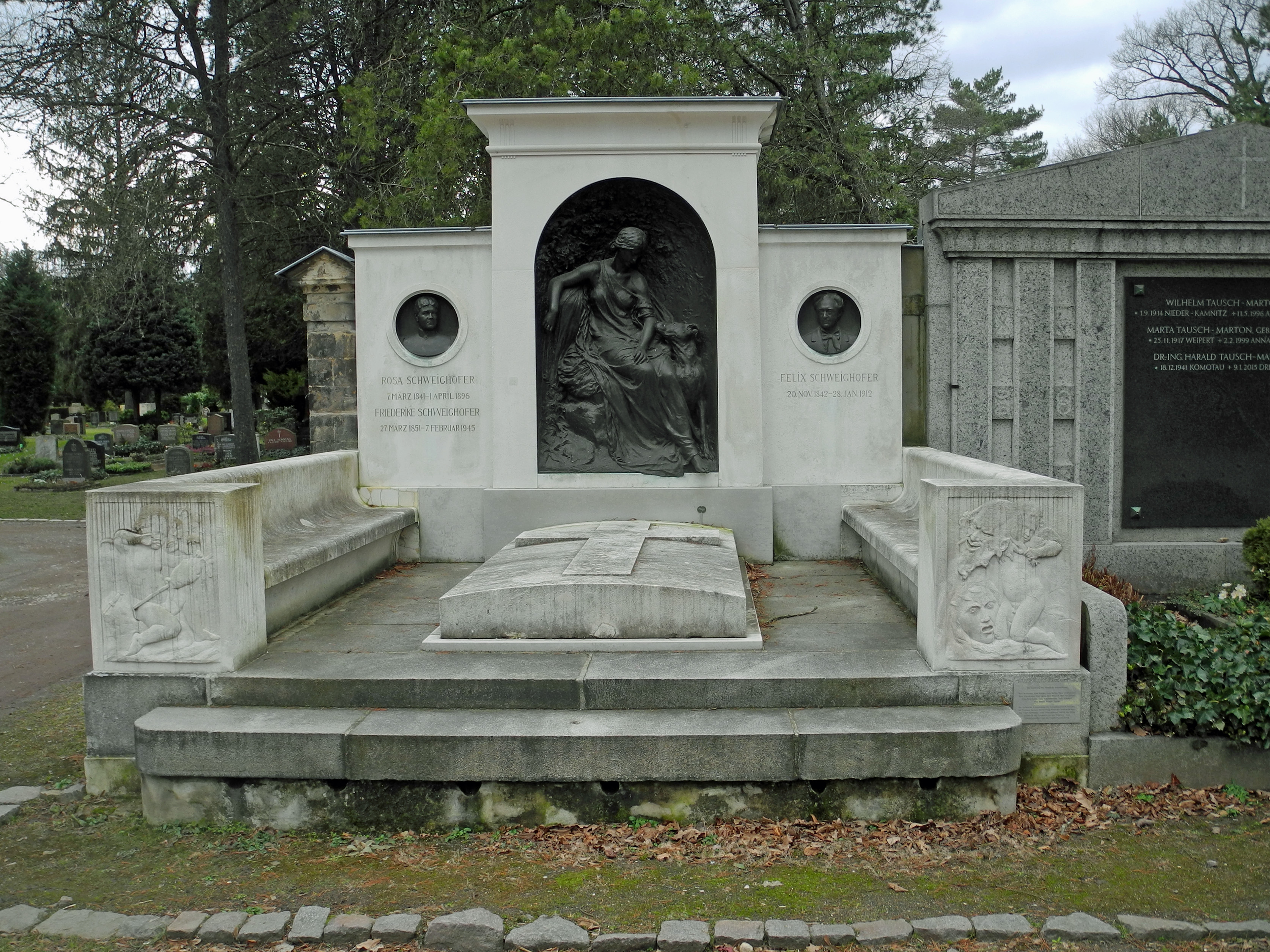
Grab Felix Schweighofers auf dem Johannisfriedhof (2022)

1904 konnte er sich in Blasewitz eine Villa (spätere Villa zur Lippe, heutige Adresse: Käthe-Kollwitz-Ufer 88) erbauen lassen, die er jedoch 1908 bereits wieder veräußerte, um auf dem Nachbargrundstück (heutige Adresse: Käthe-Kollwitz-Ufer 87) für sich und seine zweite Frau eine neue Villa Felixhof erbauen zu lassen (1945 zerstört).
Begraben ist er in einer eigens für seine erste Ehefrau Rosa (geb. Schaffer, 1841–1896) geschaffenen Gruftanlage aus französischem Kalkstein und Lausitzer Granit auf dem Ev.-Luth. Johannisfriedhof in Dresden, in der neben ihm auch seine zweite Ehefrau Friederike („Fritzi Blum“, 1851–1945) beigesetzt wurde. Die Mittelplastik und die Bronzemedaillons für diese Anlage schuf Robert Diez, Architekt war Paul Wallot. Die Anlage wurde zwischen 2014 und 2016 restauriert.
Ein Porträt des Schauspielers, gemalt 1895 durch Hermann Kaulbach, befindet sich in der Gemäldegalerie Neue Meister (Inv.Nr. 2412A).